# Europa Cup (mannenhandbal) 1979/80
De European Champions Cup 1979/80 was de twintigste editie van de hoogste handbalcompetitie voor clubs in Europa.

## Deelnemers
| Tweede ronde      | Tweede ronde      | Tweede ronde             | Tweede ronde    |
| ----------------- | ----------------- | ------------------------ | --------------- |
| Atlético Madrid   | Tatabánya KC      | Partizan Bjelovar        | KFUM Fredericia |
| TV Großwallstadt  | HK Drott          | Stella Sports Saint-Maur | Valur Reykjavík |
| Dukla Praag       |                   |                          |                 |
| Eerste ronde      |                   |                          |                 |
| KV Malines        | Pallamano Trieste | CSKA Sofia               | Grasshopper     |
| Eschois Fola      | Sittardia         | Hapoël Rehovot           | BK-46           |
| Sporting Portugal | Brentwood HC      | Kyndil Tórshavn          | ASKO Linz       |
| Oppsal IF         | TuS Hofweier      |                          |                 |

## Voorronde

### Eerste ronde
| Team 1            | Score     | Team 2          | 1       | 2       |
| ----------------- | --------- | --------------- | ------- | ------- |
| BK-46             | 45 – 50   | Oppsal IF       | 26 – 14 | 19 – 26 |
| Sittardia         | 45 – 30   | Eschois Fola    | 24 – 16 | 21 – 15 |
| CSKA Sofia        | 37 – 34   | ASKO Linz       | 23 – 15 | 14 – 19 |
| Sporting Portugal | 42 – 46   | Grasshopper     | 23 – 23 | 19 – 23 |
| Brentwood HC      | Vervallen | Kyndil Tórshavn | -       | -       |
| Pallamano Trieste | 50 – 40   | Hapoël Rehovot  | 22 – 20 | 28 - 20 |
| TuS Hofweier      | 52 – 33   | KV Malines      | 31 – 12 | 21 - 21 |

### Tweede ronde
| Team 1            | Score   | Team 2                   | 1       | 2       |
| ----------------- | ------- | ------------------------ | ------- | ------- |
| TV Großwallstadt  | 48 – 30 | Pallamano Trieste        | 30 – 14 | 18 – 16 |
| Dukla Praag       | 56 – 38 | Sittardia                | 32 – 20 | 24 – 18 |
| Banyasz Tatabánya | 35 – 33 | TuS Hofweier             | 19 – 14 | 16 – 19 |
| CSKA Sofia        | 45 – 48 | KFUM Fredericia          | 26 – 19 | 19 – 29 |
| Atlético Madrid   | 49 – 33 | Stella Sports Saint-Maur | 28 – 16 | 21 – 17 |
| HK Drott          | 54 – 45 | Grasshopper              | 29 – 21 | 25 – 24 |
| Brentwood HC      | 33 – 70 | Valur Reykjavík          | 19 – 34 | 14 – 38 |
| Partizan Bjelovar | 44 – 40 | Oppsal IF                | 27 – 23 | 17 – 17 |

## Hoofdronde

### Kwartfinale
| Team 1            | Score   | Team 2            | 1       | 2       |
| ----------------- | ------- | ----------------- | ------- | ------- |
| Dukla Praag       | 41 – 40 | Banyasz Tatabánya | 23 – 21 | 18 – 19 |
| Partizan Bjelovar | 31 – 33 | TV Großwallstadt  | 14 – 12 | 17 – 21 |
| KFUM Fredericia   | 34 – 36 | Atlético Madrid   | 17 – 17 | 17 – 19 |
| HK Drott          | 34 – 35 | Valur Reykjavík   | 18 – 17 | 16 – 18 |

### Halve finale
| Team 1          | Score    | Team 2           | 1       | 2       |
| --------------- | -------- | ---------------- | ------- | ------- |
| Dukla Praag     | 32 – 34  | TV Großwallstadt | 18 – 17 | 14 – 17 |
| Atlético Madrid | 39 – 39* | Valur Reykjavík  | 24 – 21 | 15 – 18 |

* Valur Reykjavík kwalificeerde zich ten koste van Atlético de Madrid onder de regel voor het aantal uitdoelpunten (21 -15).

### Finale
| Datum         | Team 1           | Score   | Team 2          | Locatie               |
| ------------- | ---------------- | ------- | --------------- | --------------------- |
| 30 maart 1980 | TV Großwallstadt | 21 – 12 | Valur Reykjavík | Olympiahalle, München |

|                  |
|                  |
| TV Großwallstadt |
| 2de titel        |